# Пеняроя Пуеблонуево
Пеняроя Пуеблонуево (на испански: Peñarroya-Pueblonuevo) е населено място и община в Испания. Намира се в провинция Кордоба, в състава на автономната област Андалусия. Общината влиза в състава на района (комарка) Вале дел Гуадиято. Заема площ от 63 km². Населението му е 11 814 души (по преброяване от 2010 г.). Разстоянието до административния център на провинцията е 79 km.

## История
Името на съвременния град произхожда от сливането на градовете Пеняроя и Пуеблануево дел Терибле през 1927 г.
В периода от 5 януари до 4 февруари 1939 г. в края на испанската Гражданска война се провежда битката при Пеняроя в района на града, който се намира близо до фронтовата линия.

## Демография
| 1996   | 1998   | 1999   | 2000   | 2001   | 2002   | 2003   | 2004   | 2005   | 2006   |
| ------ | ------ | ------ | ------ | ------ | ------ | ------ | ------ | ------ | ------ |
| 13 844 | 13 606 | 13 352 | 13 024 | 12 740 | 12 559 | 12 453 | 12 351 | 12 171 | 12 050 |